# Sărituri în apă la Jocurile Olimpice de vară din 2024 - 3 metri trambulină sincron (feminin)
Proba feminină de sărituri în apă - 3 metri trambulină sincron de la Jocurile Olimpice de vară din 2024 de la Paris a avut loc pe 27 iulie 2024, la Piscina olimpică din Saint-Denis.

## Program
Orele sunt ora Franței (UTC+1) 
| Data                   | Timp  | Etapă  |
| ---------------------- | ----- | ------ |
| Sâmbătă, 27 iulie 2024 | 15:00 | Finala |

## Rezultate
| Loc | Săritoare                         | Țară                       | Finală     | Finală     | Finală     | Finală     | Finală     | Finală       | Finală |
| Loc | Săritoare                         | Țară                       | Săritura 1 | Săritura 2 | Săritura 3 | Săritura 4 | Săritura 5 | Total puncte |        |
| --- | --------------------------------- | -------------------------- | ---------- | ---------- | ---------- | ---------- | ---------- | ------------ | ------ |
| 1   | Chen Yiwen Chang Yani             | China                      | 52,80      | 51,00      | 77,40      | 79,98      | 76,50      | 337,68       |        |
| 2   | Sarah Bacon Kassidy Cook          | Statele Unite ale Americii | 49,80      | 51,00      | 71,10      | 72,54      | 70,20      | 314,64       |        |
| 3   | Yasmin Harper Scarlett Mew Jensen | Marea Britanie             | 50,40      | 46,20      | 63,90      | 71,10      | 70,68      | 302,28       |        |
| 4   | Chiara Pellacani Elena Bertocchi  | Italia                     | 49,20      | 45,00      | 68,40      | 68,82      | 62,10      | 293,52       |        |
| 5   | Maddison Keeney Anabelle Smith    | Australia                  | 47,40      | 48,00      | 73,80      | 74,40      | 48,60      | 292,20       |        |
| 6   | Jette Müller Lena Hentschel       | Germania                   | 48,60      | 48,00      | 64,80      | 67,89      | 59,40      | 288,69       |        |
| 7   | Viktoriya Kesar Anna Pysmenska    | Ucraina                    | 45,60      | 42,00      | 57,60      | 54,87      | 51,30      | 251,37       |        |
| 8   | Naïs Gillet Juliette Landi        | Franța                     | 42,00      | 43,80      | 48,72      | 51,24      | 54,27      | 240,03       |        |